# オノゴロ島

国生み神話 [//upload.wikimedia.org/wikipedia/commons/8/85/Land_Creation_myths_of_Japan.svg SVGで表示（対応ブラウザのみ）

オノゴロ島、又はオノコロ島とは、日本神話や記紀に登場する島。特にイザナギノミコト・イザナミノミコトによる国生み神話で知られ、神々がつくり出した最初の島となっている。『古事記』では淤能碁呂島（おのごろじま）、『日本書紀』では磤馭慮島（おのころじま、初字は「磤」と表記する。
オノゴロ島は、自凝島とも表記され、「自（おの）ずから凝り固まってできた島」の意味である。

## 歴史

### 国生み神話
神話内容のうち、オノゴロ島が登場する箇所を記述
イザナギノミコト（男神）とイザナミノミコト（女神）が、国生みの際に、「天浮橋（あまのうきはし：天と地を結ぶ宙へ浮く橋。神はこの橋を渡って地へ降りるとされる。）」に立ち、天の沼矛（ぬぼこ）をまだ何も出来ていない海原に下ろし、「こをろこをろ」とかき回し矛を持ち上げると、滴り落ちた潮が積もり重なって島となった。これがオノゴロ島である。
オノゴロ島に降りた2神は「天の御柱（みはしら）」と「八尋殿（やひろどの：広大な殿舎）」を見立て、イザナギノミコトは左回りにイザナミノミコトは右回りに天の御柱を巡り、出会った所で相手の魅力を褒めあい、この島で成婚する。

### 古事記 下巻
黒日売（くろひめ）が吉備の国へ帰郷した際に、大雀命（仁徳天皇）は後追い吉備の国へ行幸するが、道中詠った歌にはオノゴロ島が登場する。
原文
於是天皇 戀其黒日賣 欺大后曰「欲見淡道嶋而」 幸行之時 坐淡道嶋 遙望歌曰、
『淤志弖流夜（おしてるや）、那爾波能佐岐用（なにはのさきよ）、伊傳多知弖（いでたちて）、和賀久邇美禮婆（わがくにみれば）、阿波志摩（あはしま）、淤能碁呂志摩（おのごろしま）、阿遲摩佐能（あじまさの）、志麻母美由（しまもみゆ）、佐氣都志摩美由（さけつしまもみゆ）』
乃自其嶋傳而幸行吉備國。
口語訳
是（ここ）に天皇、其（そ）の黒日賣を恋ひ、大后欺き「淡道嶋を見むと欲（おも）ふ」と曰いて幸行する時、淡路島に坐（いま）して、遥に望みて歌ひて曰く
『押してるや、難波の崎から出で立ちて、我が国見をすると、アハ島 オノゴロ島 アジマサの島も見える、サケツ（先つ）島も見える。』
乃（すまわ）ち其の島傳（つた）いて、吉備の国に幸行する。
「押してるや」は難波の枕詞。「我がくにみれば」は、歌を詠んだ仁徳天皇が現在地辺りから眺めると、という意味であり、国見を行ったと解釈されている。国見とは国の地勢や景色、人々の生活状態などを、地位の高い人物が望み見ることを言う。

## さまざまな実在説
オノゴロ島は、神話の架空の島とする説と実在するという説とがある。
伝承が残る地域は近畿地方が中心で、平安前期の古代諸氏族の系譜書である『新撰姓氏録』では、オノゴロ島は沖ノ島など友ヶ島の島々と一説がある。
同じく平安前期に書かれた『新撰亀相記』と鎌倉後期成立の『釈日本紀』では、オノゴロ島の説明に沼島を当てており、近世以降のほとんどはこの沼島説が定説となっていた。明治時代に発行した地名事典である『大日本地名辞書』でも、「オノゴロ島を沼島と為すは至当の説なるべし」と、沼島説を有力に見なしている。
江戸中期の国学者、本居宣長は『古事記伝』により、オノゴロ島は淡路島北端にある絵島と見立てており、絵島説は大神貫道の『磤馭盧嶋日記』でも記載がある。オノゴロ島の候補地は様々な見解があるものの、淡路島周辺の小島であっただろうと考えられている。
また、前述の仁徳天皇が詠んだ『古事記 下巻』の歌を参考にすれば、アハ島（阿波志摩）を淡島明神（和歌山市加太の淡嶋神社）として沼島をオノゴロ島とすれば淡路島から一望できる。またアハ島（阿波志摩）は四国の阿波方面を指すという見方もあるが徳島と浪速を一望できる場所はない。、アハ島についても諸説存在する。
オノゴロ島を博多湾に浮かぶ能古島（ノコノ島）とする意見もある、能古島に敬称の御を付けて御能古島（オノコノ島）、古代「の」は「ろ」であったのでオノコロ島となり、オノコロ島がオノゴロ島であるとする。
さらに、玄界灘の小呂島（オロノ島）と博多湾の能古島の合名であるとする説もある。朝鮮の古地図、『海東諸国紀』上の表記に於路島（オロ島）がみえ、能古島の文献初出が『平安逸文』にある能護島（ノゴ島）であることから、二つを合わせると古事記の表記である淤能碁呂島（オノゴロ島）に音や表記が近くなる。さらに小呂島と能古島を結ぶとその直線延長線上に高千穂峡のオノコロ池があり、高千穂の高天原遙拝所は玄界灘方面を参拝する方位であることから、天孫族が玄界灘より高千穂に至った痕跡であるとする。

### オノゴロ島伝承の地

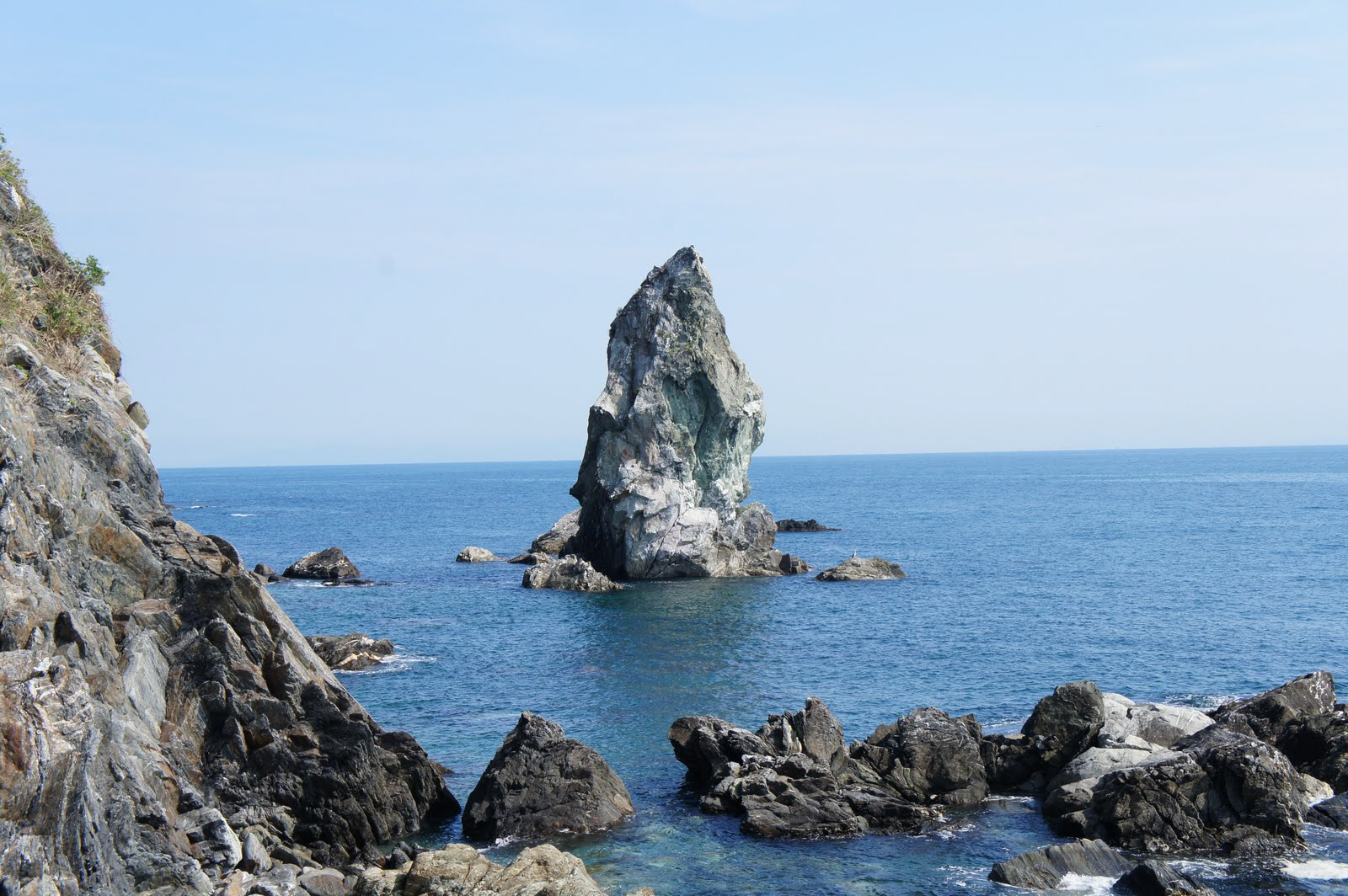
沼島の上立神岩

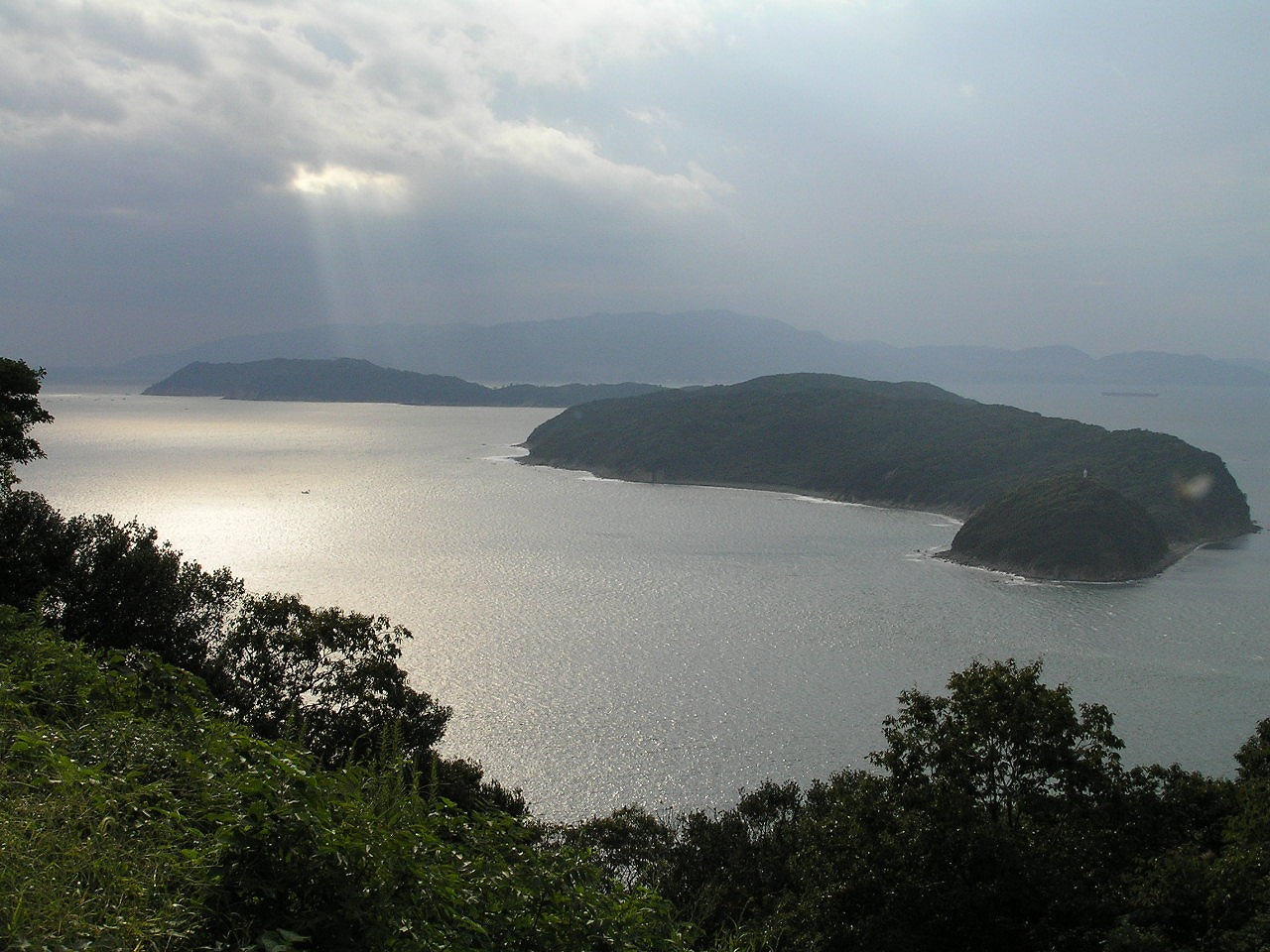
友が島（手前から地ノ島、沖ノ島、その向こうが淡路島）

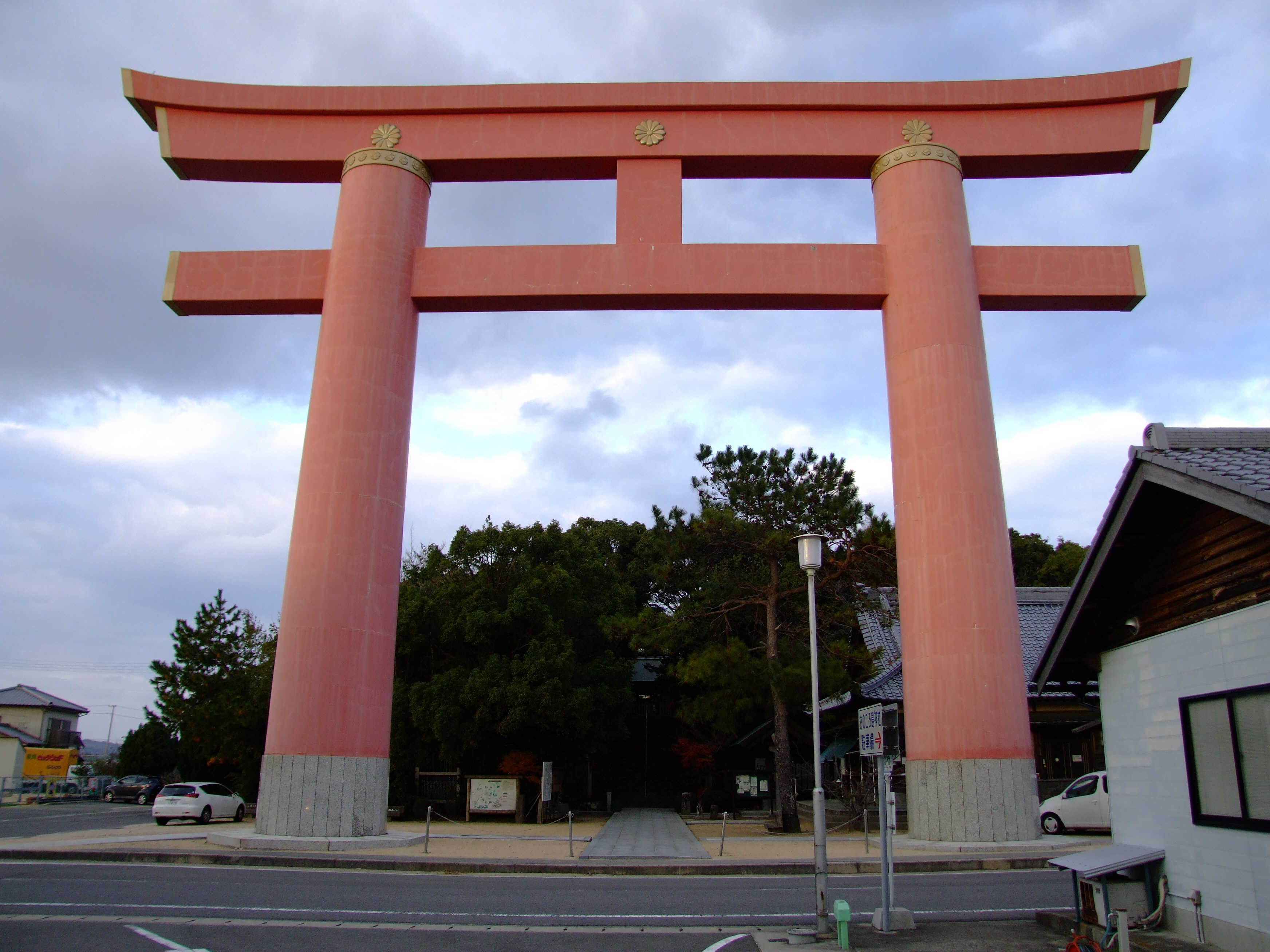
自凝島神社の大鳥居

沼島
沼島は空から見ると勾玉のような神秘的な形をした離島で、淡路島の南海上4.6km先に位置している。1994年（平成6年）に、1億年前の「地球のしわ」とされる「鞘型褶曲（さやがたしゅうきょく）」と言う、非常に珍しい岩石が発見された島である。

沼島の海岸線には奇岩や岩礁が多く見られ、東南海岸には、矛先のような形をした高さ約30mの屹立する巨岩「上立神岩（かみたてがみいわ）」がそびえ立ち、国生みの舞台を思わせる象徴的な存在となっている。この上立神岩は、神話に登場する「天の御柱」とも言われ、イザナギノミコトとイザナミノミコトの2神が降り立ったと伝わっている。
おのころ（自凝）神社
沼島内の小高い山の上にあるおのころ神社、イザナギノミコトとイザナミノミコトの2神を祀る。地元では山全体が「おのころさん」と呼ばれ大切にされてきた神体山である。
紀淡海峡の友ヶ島の沖ノ島
友ヶ島の神島は淡嶋神社の発祥の地とされている。もとは神島で少彦名命（すくなひこなのみこと）と大己貴命（おほなむじのみこと）を祀っていたところ、仁徳天皇の時代に離島では何かと不自由であろうと、現在の和歌山市加太に遷座した所以である。これらのいきさつから、友ヶ島のいずれかがオノゴロ島ではないかと古くから推し測られている。
淡路市の絵島
絵島は淡路島の岩屋港にある小島。地質学的に貴重な約2000万年前の砂岩層が露出し、岩肌の縞模様が美しく、『山家集』の歌や『平家物語』などにも詠まれ、古来より月見の名所として知られる。

近くの岩屋城跡の丘下洞窟には、イザナギノミコトとイザナミノミコト、そして2神の最初の子である蛭子命（ヒルコノミコト）を祀る「岩樟（いわくす）神社」がある。日本神話で蛭子命は不具の子であったため、後に葦舟にのせて流されてしまう神であるが、伝承によるとこの岩屋から蛭児命は流され、えびす宮で有名な西宮神社に辿りつき神体になったと言われている。
自凝島（おのころじま）神社
淡路島内の小高い丘にある自凝島神社、イザナギノミコトとイザナミノミコトの2神を祭神とし、キクリヒメノミコトが合祀されている。高さ約21mの朱色の大鳥居がシンボル。

自凝島神社は現在陸地にあるが、なぜオノゴロ「島」と言われているかについては、数千年前の縄文時代では、丘の辺りは海に浮かぶ小島だったという説に由来している。神社を西側に下ると、「天の沼矛」から滴り落ちた塩と伝わる安産のお砂場があり、産宮神社となっている。

なお、淡路島自体は国生み神話の節でイザナギノミコトとイザナミノミコトが生んだ島々に含まれている。
十神山（島根県安来市）
十神というのは伊邪那岐、伊邪那美両神を除いた神世七代の神々を祀ったことによる名称とされている。ここはかつては十神島という本土から切り離された島であったことが文献学（出雲国風土記）・地質学的に確認されている。また古事記にみえる伊邪那美神が埋葬されたという「伯耆と出雲の堺、比婆山」（比婆山久米神社）が近くにあることやスサノオの宮とされる須賀神社（富田八幡宮）あるいは黄泉平坂とされる揖屋神社（松江市）などの神世から神代へうつりかわる言い伝えが社伝として残る地域でもある。
筑波山
播磨灘の家島
鳴門海峡の飛島
地球そのもの
江戸時代の国学の一説

## その他
- 土星の衛星・レアの連鎖クレーターの一つが、オノゴロ島に因んで、オノコロ連鎖クレーター (Onokoro Catenae) と命名された[21]。
- 土星の衛星・タイタンの島の一つが、オノゴロ島 (Onogoro Insula) と命名された[22]。